# Murang’a (hrabstwo)
Murang’a – hrabstwo w środkowej Kenii. Stolicą hrabstwa jest Murang’a. Według Spisu Powszechnego (2019) hrabstwo liczy 1.056640 mieszkańców. Graniczy z hrabstwami Nyeri na północy, Kiambu na południu, Nyandarua na zachodzie i na wschodzie z Kirinyaga, Embu i Machakos.
Historycznie hrabstwo Murang’a uważane jest za kolebkę plemienia Kikuju, którzy stanowią większość ludności.

## Topografia
Hrabstwo leży na wysokości od 914 m n.p.m. na wschodzie do 3353 m n.p.m. wzdłuż stoków gór Aberdare na zachodzie. Wszystkie rzeki spływają z tych gór na zachód i południowy wschód, aby dołączyć do rzeki Tana.

## Gospodarka
Leśnictwo, uprawa herbaty i turystyka stanowią najważniejsze sektory działalności gospodarczej hrabstwa. Obszary nizinne sprzyjają także uprawie kawy jak i produkcji mleka. Suchy i półsuchy klimat wokół miasta Makuyu, w okręgu Maragwa dzięki nawadnianiu sprzyja plantacją kawy i ananasów. Na własne potrzeby w małych gospodarstwach rolnych powszechnie uprawia się kukurydzę, fasolę, banany, bulwy i warzywa.
W ostatnich latach na znaczeniu zyskuje uprawa awokado. Obok Nyamiry, Bungomy i Kisii, Murang’a została uznana za głównego producenta tej uprawy w kraju. Według raportu z 2018 roku te cztery hrabstwa produkują 57% całkowitych zasobów tego owocu. Dzięki tej produkcji Kenia stała się największym producentem awokado w Afryce.
Na obszarze hrabstwa działają międzynarodowe firmy przemysłowe, a w szczególności Kakuzi i Del-Monte.

## Religia
Struktura religijna w 2019 roku wg Spisu Powszechnego:
- protestantyzm – 59,1%
- katolicyzm – 24,7%
- niezależne kościoły afrykańskie – 9,9%
- pozostali chrześcijanie – 4%
- brak religii – 1,1%
- islam – 0,35%
- pozostali – 0,9%.